# Hubbardston, Massachusetts
Hubbardston är en kommun (town) i Worcester County i delstaten Massachusetts, USA med 4 328 invånare (2020).